# Sydney Lallier
Sydney Lallier est une rappeuse-chanteuse québécoise née le 7 septembre 2006. Elle se fait connaître du public québécois à travers l’édition québécoise de La Voix junior en 2017 en remportant la compétition, tout juste âgée de onze ans. 

## Biographie
Sydney fait ses premiers pas dans la musique en participant au Glee Club de son école où elle reprend pour la première fois la chanson Where Is the Love? de The Black Eyed Peas.
En 2016, Sydney souhaite s’inscrire à la première édition de La Voix junior. À la suggestion de ses parents, elle attend l’édition de l’année suivante, afin de continuer ses cours de chants : « On voulait être sûr que j’étais capable d’aller le plus loin possible », dira-t-elle  lors d’une entrevue avec Le Journal de Montréal.
En 2017, elle fait les pré-auditions de La Voix junior et est sélectionnée pour les auditions à l’aveugle. Lors de son audition, elle interprète Where Is the Love? des Black Eyed Peas et elle accède la compétition en choisissant l’équipe de Marie-Mai.
Après avoir remporté la compétition avec son interprétation de Lose Yourself d'Eminem, Sydney entame le travail sur un album signé par Rita Lee Brown et Louis Côté en 2018 (Shy'm, K. Maro, Lennikim) mixé par Kévin Benitez et Kévin Métayer.).
En 2019, elle lance une reprise de la chanson Fake Love du groupe BTS. La vidéo est visionnée plus d’un million de fois. Sur YouTube, elle a publié en mars 2020 sa première chanson intitulée Is That OK et en février 2021, sa deuxième chanson intitulée Week-End.
Sur sa chaîne YouTube et son compte Instagram, la chanteuse de 14 ans publie plusieurs reprises de chansons, qu'elle nomme sa « série de Rap Cover ». Le clip vidéo Miraculous, avec la participation de Lennikim fait plus de 170k de vues en l'espace de quelques jours.
En octobre 2020, elle a plus de 12.1k d'abonnés sur Instagram, 13.5k abonnés sur YouTube et 2951 sur TikTok.